# Victory Boogie Woogie
Victory Boogie Woogie – nieukończony obraz olejny Pieta Mondriana, namalowany w latach 1942–1944, znajdujący się w zbiorach Kunstmuseum w Hadze.

## Opis obrazu
Dzieło było odzwierciedleniem wiary Mondriana w zwycięstwo aliantów – stąd nazwa Victory. Jednocześnie miało oddawać charakter Nowego Jorku. Kolorowe kwadraciki oddają rytm pulsującego życiem miasta – wizji pokoju.
Obraz jest kwadratem o wymiarach 126 × 126 cm (przekątna 178,4 cm), eksponowanym w pozycji diagonalnej.

## Historia
Po bombardowaniu Londynu w 1940 roku Mondrian wyjechał do Stanów Zjednoczonych. Został przyjęty w Nowym Jorku m.in. przez amerykańskiego abstrakcjonistę Harry’ego Holtzmana (1912–1987), którego poznał w 1934 roku, Peggy Guggenheim (1898–1979) i Jamesa Johnsona Sweeneya (1900–1986).
Pod wpływem pulsującego życiem miasta i muzyki amerykańskiej odszedł od czarnych linii, zastępując je najpierw kolorowymi pasami, a później liniami składającymi się z kolorowych kwadracików. Wówczas powstały New York City I (1941) i Broadway Boogie Woogie (1942). Mondrian miał nie być do końca zadowolony z obrazu i zaczął pracę nad Victory Boogie Woogie.
Obrazu nie udało mu się ukończyć – zmarł na zapalenie płuc 1 lutego 1944 roku. Na krótko przed śmiercią zmienił wiele elementów obrazu – liczne kolorowe kwadraciki pozaklejał taśmą w innym kolorze, a część zamalował.
Po śmierci artysty okazało się, że obraz należał do Francisa Valentine’a Dudensinga – marszanda, który sprzedał wcześniejszy obraz, nie pobierając prowizji, a Mondrian w zamian obiecał mu kolejne dzieło. Dudensing sprzedał obraz Emily Tremaine – amerykańskiej kolekcjonerce sztuki.
W 1998 roku obraz nabyła holenderska fundacja sztuki, dzięki funduszom udostępnionym przez bank centralny Holandii – De Nederlandsche Bank – który w ten sposób chciał upamiętnić odejście od guldena po decyzji o wprowadzeniu euro.